# Fokker F.XII
Die Fokker F.XII war ein dreimotoriges Verkehrsflugzeug des niederländischen Herstellers N.V. Nederlandsche Vliegtuigenfabriek aus den frühen 1930er-Jahren. Die teilweise noch nach dem Zweiten Weltkrieg eingesetzten Maschinen konnten bis zu 16 Passagiere befördern. Neben den elf in den Niederlanden gebauten Flugzeugen entstanden zwei weitere unter Lizenz in Dänemark.

## Geschichte
Die Fokker F.XII entstand auf Anfrage der Fluggesellschaft KLM für die Verbindung nach Niederländisch-Indien. Es sollte die Lücke zwischen der kleineren F.VIIb-3m und der größeren F.IX schließen. Die Konstrukteure übernahmen weitgehend die Konstruktionsprinzipien der F.VII. Der Erstflug fand am 5. Dezember 1930 statt. Im Mai 1931 führte KLM den ersten Testflug nach Batavia durch.

## Konstruktion
Die F.XII war als freitragender Schulterdecker konzipiert. Die Tragflächen bestanden aus Holz, der Rumpf erhielt einen Stahlrohrrahmen. Als Antrieb dienten drei Wasp-Sternmotoren von Pratt & Whitney, von denen zwei unter den Tragflächen aufgehängt waren. Das erste der zwei unter Lizenz bei dem dänischen Hersteller Orlogsværftet entstandenen Flugzeuge erhielt Bristol Jupiter VI-Sternmotoren, das zweite verbesserte Wasp-Motoren und zusätzlich eine Fahrwerksverkleidung.
Für die Piloten stand ein geschlossenes Zweimanncockpit zur Verfügung. Die Kabine war für sechzehn Passagiere ausgelegt. Die von KLM innerhalb Europas eingesetzten Maschinen erhielten überwiegend vierzehn Sitze, während auf der Indienroute nur vier bis sechs Plätze angeboten wurden, die nachts als Schlafgelegenheiten dienten.

## Nutzung
Die an KLM gelieferten acht Maschinen übernahmen zunächst die Strecke von Amsterdam nach Batavia. Am 1. Oktober 1930 startete der erste Linienflug. Zehn Tage später erreichte das Flugzeug nach 81 Flugstunden sein Ziel. Der Einsatz auf der Indienroute endete 1935.
Ab 1932 setzte KLM die Flugzeuge auch auf europäischen Strecken ein. Eine dieser Maschinen stürzte am 6. April 1935 während eines Schneesturms bei Brilon ab.
1935 verkaufte KLM vier Maschinen an die britische Fluggesellschaft Crilly Airways, ein weiteres an die französische Air Tropique. Die letzten zwei F.XII der KLM kamen im Oktober 1936 in den Besitz der British Airways, um Luftpost von Großbritannien nach Köln und Hannover zu befördern. Ein Flugzeug stürzte 1936 ab, das andere wurde 1938 wieder verkauft und 1940 verschrottet.
Die zweite und dritte gebaute F.XII gingen im März 1931 an die KNILM, die als Ostindientochter der KLM Strecken im südostasiatischen Raum bediente. Die beiden Flugzeuge blieben bis zur Eroberung Javas durch japanische Truppen 1942 im Einsatz.
Die letzte bei Fokker gebaute F.XII kam im Februar 1932 in den Besitz der schwedischen Fluggesellschaft AB Aerotransport (ABA), die gemeinsam mit KLM die Strecke London–Paris–Amsterdam–Kopenhagen bediente. 1946 erwarb Svensk Flygtjänst das Flugzeug und setzte es bis zu seiner Zerstörung 1949 bei einem Hangarbrand am Flughafen Stockholm/Bromma für Rundflüge ein.
Ein erster Lizenzbau entstand 1933 in Dänemark und kam in den Besitz der Fluggesellschaft Det Danske Luftfartselskab, DDL. Das Flugzeug bediente anschließend die Route von Kopenhagen nach Berlin. 1935 folgte für den gleichen Kunden eine als F.XIIM bezeichnete verbesserte Version, die eine etwas höhere Geschwindigkeit aufwies. Die letzte dieser beiden Maschinen ging 1947 durch einen Unfall verloren.

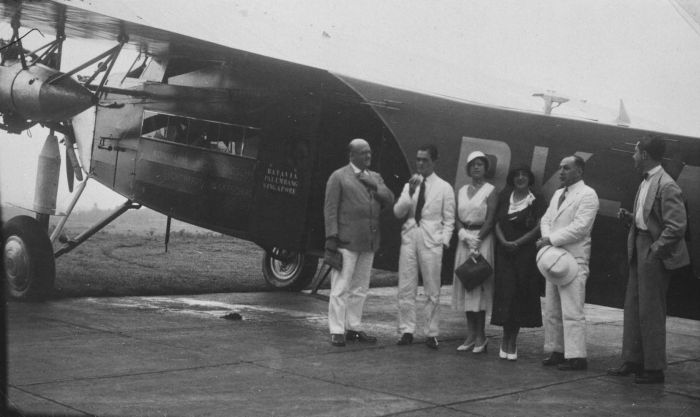
Passagiere neben einer der beiden Fokker F.XII der KNILM auf dem Andir-Flugfeld, dem heutigen Husein Sastranegara International Airport in Bandung

### Einsatz im Spanischen Bürgerkrieg
Die vier von Crilly Airways übernommenen Flugzeuge bedienten ab Februar 1936 die Strecke von London nach Lissabon. Da die spanischen Behörde keine Überflugerlaubnis erteilten, musste die Luftverbindung nach kurzer Zeit eingestellt werden. Die Flugzeuge kamen daraufhin in den Besitz der British Airways.
Im Juli 1936 wurden sie an die Nationalisten im Spanischen Bürgerkrieg verkauft. Die Beschlagnahmung durch die französische Polizei während einer Zwischenlandung in Bordeaux verhinderte zunächst die Übergabe. Erst ein Scheinverkauf nach Polen ermöglichte die Überführung nach Spanien, wobei zwei der Flugzeuge beim Überfliegen der Pyrenäen verloren gingen. Die beiden übrigen wurden zu Bombern umgebaut. Eine Maschine wurde am 16. Dezember 1936 abgeschossen, die zweite wurde nach dem Krieg verschrottet.

### Nutzer
Dänemark
- Det Danske Luftfartselskab

 Niederlande
- Koninklijke Luchtvaart Maatschappij (KLM)
- Koninklijke Nederlandsch-Indische Luchtvaart Maatschappij (KNILM)

 Schweden
- AB Aerotransport

 Vereinigtes Königreich
- Crilly Airways

## Technische Daten
| Kenngröße            | Daten                                                                        |
| -------------------- | ---------------------------------------------------------------------------- |
| Besatzung            | 4                                                                            |
| Passagiere           | 16                                                                           |
| Länge                | 17,80 m                                                                      |
| Spannweite           | 23,02 m                                                                      |
| Höhe                 | 4,75 m                                                                       |
| Leermasse            | 4350 kg                                                                      |
| Startmasse           | 7250 kg                                                                      |
| Reisegeschwindigkeit | 205 km/h                                                                     |
| Reichweite           | 1480 km                                                                      |
| Triebwerke           | drei luftgekühlte Sternmotoren Pratt & Whitney Wasp C mit je 312 kW (424 PS) |